# Эштансу Лору, Мария Лусилия
Мария Лусилия Эштансу Лору (порт. Maria Lucília Estanco Louro; 27 января 1922 — 27 декабря 2018) — португальская общественная и политическая деятельница левых и антивоенных движений, педагог. Стала известна как противница авторитарного режима «Нового государства».

## Биография
Мария Лусилия Эштансу Лору родилась в Беже 27 января 1922 года в семье Альбертины Эмилии Фрейре и Мануэла Франсишку Эстансу Лору. В 1944 году окончила факультет историко-философских наук Лиссабонского университета. Её диссертация под названием «Поль Гоген в свете характерологии — жизнь и творчество» первой на факультете была посвящена искусствоведению.
Стремясь не допустить вступления Португалии в мировую войну на стороне фашистской «Оси», Лору была членом правления Португальской женской ассоциации за мир (Associação Feminina Portuguesa para la Paz, AFPP) между 1940 и 1944 годами и её секретарём в течение трёх. Вместе с коллегой по университету Кандидой Вентурой она сотрудничала в мобилизации художниц, писательниц, актрис и поэтесс для участия в движении за мир. Она входила в группу, обеспечивавшую посылки с едой и сигаретами, которые отправляли военнопленным в сотрудничестве с МОПР (Socorro Vermelho Internacional), созданной Коммунистическим интернационалом.
Получив педагогическую квалификацию в 1948 году, Лору преподавала в школах и лицеях в Фару, Беже, Эворе, Оэйраше и Лиссабоне. Как активистка антифашистской оппозиции, в 1958 году участвовала в кампании кандидата в президенты Умберту Делгаду и собирала подписи в поддержку Движения за демократическое единство.
Она внесла большой вклад в движение учителей, пытавшихся реформировать навязываемые властями устаревшие методы обучения. В 1970—1974 годах принимала активное участие в полуподпольных собраниях учителей, чьи исследовательские группы (GEPDES) станут зародышами профсоюзов учителей после Революции гвоздик 25 апреля 1974 года. По итогам этой революции, свергнувшей режим «Нового государства», Лору вместе с рядом других педагогов предложила внести изменения в учебную программу.
Хотя она симпатизировала коммунистическому делу с 1940-х годов, но вплоть до 1970-х не вступала в Португальскую коммунистическую партию. Она также вошла в Португальский совет мира и сотрудничества (CPCC). В 1990-х годах она подарила Музею неореализма Вила-Франка-ди-Шира свою коллекцию (брошюры, программы и т. д.) об организации AFPP. В свой 90-й день рождения Лору была отмечена португальским движением Não Apaguem a Memória, стремящимся сохранить память о борьбе с диктатурой.